# Coronata
Coronata är en ordning av maneter. Coronata ingår i klassen maneter, fylumet nässeldjur och riket djur.
Ordningen innehåller bara familjen Periphyllidae.